# Discogasteroides ostracii
Discogasteroides ostracii är en plattmaskart. Discogasteroides ostracii ingår i släktet Discogasteroides och familjen Fellodistomatidae. Inga underarter finns listade i Catalogue of Life.